# 田邊優貴子
田邊 優貴子（たなべ ゆきこ、1978年12月13日 - ）は、日本の生態学者。博士（理学）。元早稲田大学・国立極地研究所助教。専門は、植物生理生態学、陸水学、生態系生態学。南極・北極など世界の極地で生きる植物と湖沼を対象に生態学的研究をしている。

## 略歴
- 青森県立青森高等学校を卒業後、京都工芸繊維大学工芸学部に進学[1]。
- 2006年、京都大学大学院エネルギー科学研究科博士課程単位取得退学[2]。
- 2009年、総合研究大学院大学博士課程修了[2]。博士（理学）の学位を取得。学位論文の題は「南極湖沼における藻類群集の光生理・生態学的研究」[3]。

- 2009年-2011年、国立極地研究所・研究員
- 2011年-2013年、東京大学大学院新領域創成科学研究科・日本学術振興会特別研究員（PD）
- 2013年-2014年、早稲田大学高等研究所・助教
- 2014年-2019年、国立極地研究所 生物圏研究グループ・助教
- 2014年、カナダLaval大学客員研究者
- 2014年度 文部科学大臣表彰 若手科学者賞
- 2019年12月、領収書等を偽造し6年間計43件の旅費の水増しやカラ出張などで約132万円を不正受給、調査中さえ資料を偽造して調査妨害・遅延させ国立極地研究所を所管する情報・システム研究機構より懲戒解雇処分[4][5][6][7][8][9][10]。

### 極地観測調査歴
（出典）
- 2007年11月-2008年3月、第49次日本南極地域観測隊 夏隊
- 2009年11月-2010年3月、第51次日本南極地域観測隊 夏隊
- 2010年7-8月、北極スヴァールバル諸島 野外調査隊
- 2011年11月-2012年3月、第53次日本南極地域観測隊 夏隊
- 2013年
  - 2月、ウガンダ・ルウェンゾリ山地 野外調査隊
  - 7-8月、北極スヴァールバル諸島 野外調査隊
- 2014年
  - 7-8月、北極スヴァールバル諸島 野外調査隊
  - 10-12月、5カ国国際南極調査隊（アンターセー湖）
- 2015年
  - 1-2月、スペイン南極観測隊バイヤーズ半島調査隊
  - 7-8月、北極スヴァールバル諸島
  - 11月-2016年1月、6カ国国際南極調査隊（アンターセー湖）
- 2016年
  - 7月、カナダ北極ワードハント島・エルズミヤ
  - 11月-2018年3月、第58次日本南極地域観測隊 越冬隊
- 2018年
  - 7-8月、カナダ北極ワードハント島
  - 9-10月、ロシア・バイカル湖

## 人物
青森県出身。小学生、中学生の頃は、空や星が好きだったので天文学をやりたいと思っていた。高校生になってから、宇宙よりも地球の自然のほうが好きなのではないかと思い始める。
京都工芸繊維大学での部活は陸上部で、走り幅跳び選手だった。小学生の頃にテレビで見て衝撃を受けたアラスカの映像を思い出し、どうしても自身の目で確かめたくて、大学4年の時に大学を1年間休学し、アルバイトで資金を貯め、真冬のアラスカに4カ月間滞在した。大学・大学院は工学系だったが、極北の圧倒的な自然や動植物に魅せられ、京都大学の大学院生の時に研究分野を変える決心をし、総合研究大学大学院・極域科学専攻で博士学位を取得した。
その後、国立極地研究所特任研究員、東京大学・日本学術振興会特別研究員、カナダ・ラバル大学外来研究員、早稲田大学助教を経て、国立極地研究所生物圏研究グループ助教を務め、南極・北極など世界の極地で生きる植物を対象に生態学的研究をしていたが、2019年12月、旅費の水増しやカラ出張などで約132万円を不正に使用し、国立極地研究所を所管する情報・システム研究機構より懲戒解雇処分となった。
動物学者の夫とは、名前が変わるのが仕事上も不便であり、共働きで入籍のメリットが感じられないため事実婚であり、二人とも海外にいる期間が長く、1年半以上会えなかったこともある。

## 研究業績
（出典）

### 学位論文
- 田邊優貴子「南極湖沼における藻類群集の光生理・生態学的研究」甲第1239号、総合研究大学院大学 博士論文、2009年、NAID 500000490278。

### 原著論文
- Tanabe Y, Hori M, Mizuno AN, Osono T, Uchida M, Kudoh S, Yamamuro M (2019). “Light quality determines primary production in nutrient-poor small lakes”. Scientific Reports 9: 4639.
- Tanabe Y, Yasui S, Osono T, Uchida M, Kudoh S, Yamamuro M (2017). “Abundant deposits of nutrients inside lakebeds of Antarctic oligotrophic lakes”. Polar Biology 40(3): 603-613.
- Tanabe Y, Kudoh S (2012). “Possible ecological implications of floating microbial assemblages lifted from the lakebed on an Antarctic lake”. Ecological Research 27(2): 359-367.
- Tanabe Y, Shitara T, Kashino Y, Hara Y, Kudoh S (2011). “Utilizing the effective xanthophyll cycle for blooming of Ochromonas smithii and O. itoi (Chrysophyceae) on the snow surface”. PLoS ONE 6(2): e14690.
- Tanabe Y, Ohtani S, Kasamatsu N, Fukuchi M, Kudoh S (2010). “Photophysiological responses of phytobenthic communities to the strong light and UV in Antarctic shallow lakes”. Polar Biology 33(1): 85-100.
- 田邊優貴子, 工藤栄, 簡便な調査法を用いた南極湖沼の湖盆形態とその水質・水生生物との関わり」『陸水学雑誌』 70巻 3号 2009年 p.191-199, 日本陸水学会, doi:10.3739/rikusui.70.191。
- Tanabe Y, Kudoh S, Imura S, Fukuchi M (2008). “Phytoplankton blooms under dim and cold conditions in freshwater lakes of East Antarctica”. Polar Biology 31(1): 199-208.

## 著書
- 『すてきな 地球の果て』 2013年、ポプラ社
- 『北極と南極 生まれたての地球に息づく生命たち』 2015年、文一総合出版

### 雑誌連載など
- 『南極の凍った湖に潜って原始地球の生態系を追う』 2014年から、ナショナルジオグラフィックウェブ版での連載
- 『南極なう！』 2011-2013年、ナショナルジオグラフィックウェブ版での連載
- 『南極 神秘の湖底』2011年2月4日号、週刊新潮、新潮社
- 『すてきな 地球の果て』 2010年-2013年、ポプラ社Webマガジン・ポプラビーチでの連載
- 『田邊優貴子の南極だより PartII』2011年-2012年、東奥日報
- 『田邊優貴子の南極だより』2009年-2010年、東奥日報

## 出演

### テレビ
- TVニュースワイド、2010年1月4日、青森テレビ
- イチオシ!ニュース特番、2012年8月24日、北海道テレビ
- 南極日和、2012年10月17日、BS朝日
- 100秒博士アカデミー、2014年1月14日、3月11日、TBS
- ニュースレーダー、2014年4月24日、青森放送
- 情熱大陸、2015年3月22日、MBS
- RAB(ラブ)ドキュ #イチゴイチエ、2018年12月23日、青森放送

### ラジオ
- すっぴん!新世代トーク、2012年6月19日・26日、NHKラジオ第一
- 浜美枝のいつかあなたと、2013年10月27日、文化放送
- 東芝 presents GREEN EARTH RADIO、2014年4月5日、4月12日、TOKYO FM
- NEC presents The FLINTSTONE、2014年8月16日、bay FM
- 荻上チキ・Session-22 Midnight Session、2015年2月26日、TBSラジオ